# Podręczny sprzęt gaśniczy

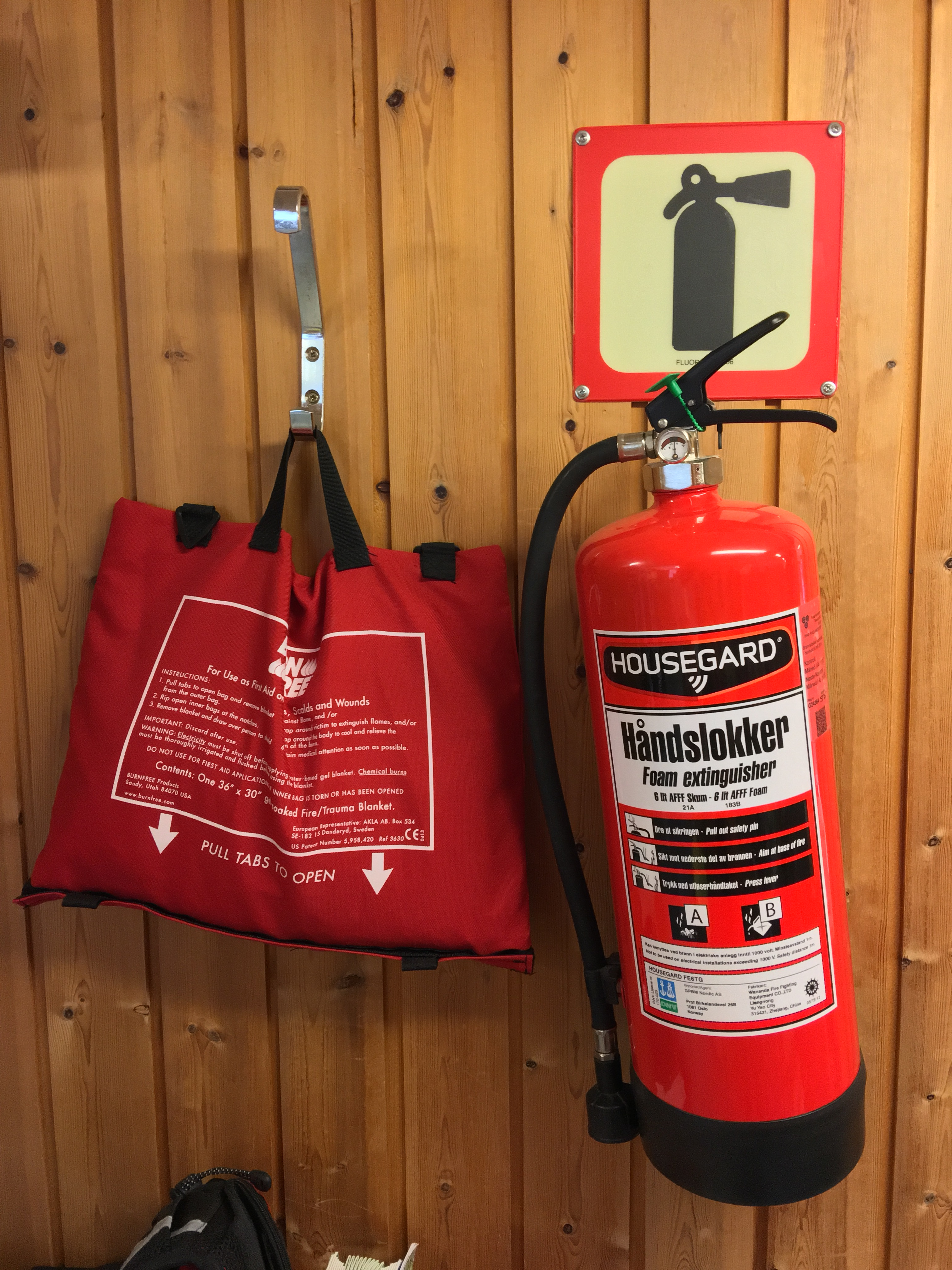
Podręczny sprzęt gaśniczy (koc gaśniczy i gaśnica)

Podręczny sprzęt gaśniczy – jest przeznaczony do gaszenia pożarów w zarodku, w pierwszej fazie jego powstania. Głównymi cechami podręcznego sprzętu gaśniczego jest mały ciężar oraz prostota w użyciu, co powoduje możność użycia przez osoby dorosłe bez specjalistycznego przeszkolenia (sposób użycia jest przedstawiony na etykietach sprzętu). Do tej grupy zaliczamy:
- hydronetki
- gaśnice
- koce gaśnicze
- małe agregaty gaśnicze
- sita kominowe
- hydranty wewnętrzne
- kule gaśnicze
- wąż pożarniczy